# 越南友谊食品
友谊食品股份公司越南食品企业，是越南三大食品企业中的一家，以生产并经营饼干、糖果及农产品等系列产品为主，1950年代起「友谊」品牌逐渐成为越南的著名商标。

## 简介
友谊食品公司的业务涉及食品生产、进出口和国内贸易，全年销售额约5000万至1亿美元。如今，友谊食品公司在全越南范围内拥有五家分公司、百余个总代理和140,000万零售商，并与美国、中国、俄罗斯、日本、英格兰、澳大利亚、新加坡、东帝汶、柬埔寨、台湾等国家与地区设立经营关系。